# Creatures of the Night (canción)
«Creatures of the Night» es una canción de la banda estadounidense Kiss, lanzada como primer sencillo del álbum del mismo nombre en 1982. El sencillo solo fue lanzado en el Reino Unido, donde llegó a la posición #34 en las listas. Fue escrita por Paul Stanley y Adam Mitchell.

## Álbumes
"Creatures of the Night" aparece en los siguientes álbumes de Kiss:
- Creatures of the Night - versión de estudio
- Alive III - versión en vivo
- Chikara - remix
- The Box Set - versión de estudio
- The Best of Kiss, Volume 2: The Millennium Collection - versión de estudio

## Versiones
- Iced Earth en el álbum Tribute to the Gods.
- Depravity en el álbum "Galvanizer".
- Saxorior en el álbum Völkerschlacht.

## Personal
- Paul Stanley - guitarra, voz
- Gene Simmons - bajo
- Eric Carr - batería
- Mike Porcaro - bajo
- Steve Farris - guitarra
- Adam Mitchell - guitarra